# L'Araignée rouge (film)
Cet article concerne le film. Pour l'araignée, voir Araignée rouge. Pour la sculpture, voir Araignée rouge (Calder).
Pour plus de détails, voir Fiche technique et Distribution.
L'Araignée rouge est un film français réalisé par Franck Florino, sorti en 2016.

## Fiche technique
- Titre : L'Araignée rouge
- Réalisation : Franck Florino
- Scénario : Franck Florino et Benjamin Garnier
- Musique : Raphaël Gesqua
- Pays d'origine :  France
- Genre : drame
- Date de sortie : 2016

## Distribution
- Tchéky Karyo : Simon Delaunay
- Laura Smet : Claire Guérin
- Pascal Elbé : Fabien Delbarre
- Alessandra Martines : Sonia Stern
- Francis Renaud : Tom Guardes
- Catalina Denis : Alice Corel
- Guy Amram